# Sala Baker
Sala Baker, född 22 september 1976 i Wellington, Nya Zeeland, nyzeeländsk skådespelare och stuntman.
Baker var ursprungligen stuntman men fick ett mindre genombrott som skådespelare efter sin roll i filmen Sagan om ringen från år 2001, där han spelade Sauron. Han har spelat med i hela trilogin om Sagan om ringen.

## Filmografi (urval)
- 2001 – Sagan om ringen
- 2002 – Sagan om de två tornen
- 2003 – Sagan om konungens återkomst